# Dia da Independência (Índia)

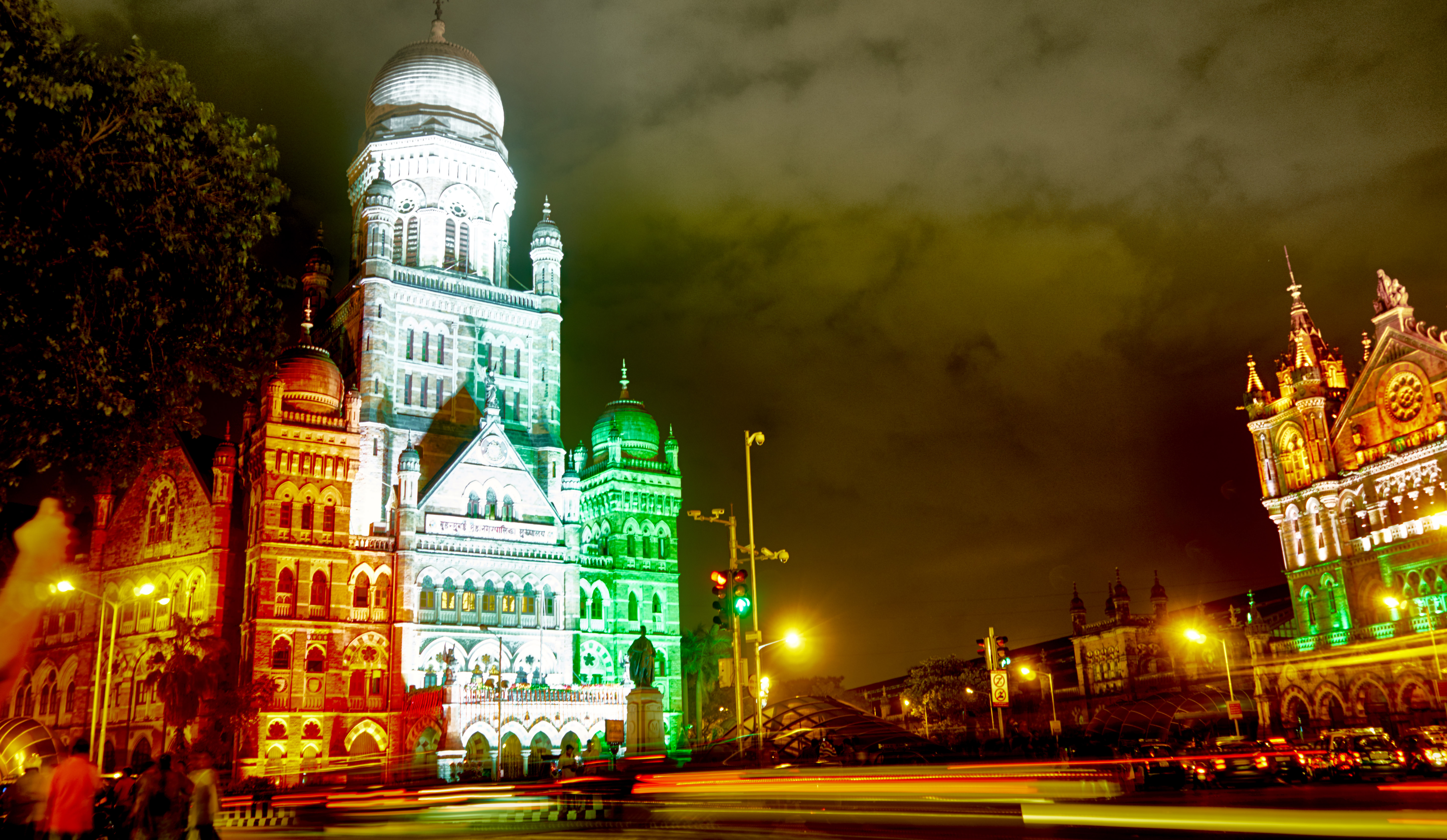
Dia da Independência 2016 (Bombaim).

O Dia da independência, celebrado anualmente no dia 15 de agosto, é o feriado nacional na Índia para comemorar a independência nacional a partir do Império Britânico, em 15 de agosto de 1947. A índia alcançou a independência na sequência de um Movimento de Independência indicado para grande parte a resistência não-violenta e desobediência civil liderada pelo Congresso Nacional Indiano (INC). Independência, coincidiu com a partição da Índia, em que o Império Britânico na índia foi dividida em linhas religiosas nos Domínios da Índia e Paquistão; a partição foi acompanhada por violentas revoltas de massa e vítimas, e o deslocamento de cerca de 15 milhões de pessoas devido à violência sectária. Em 15 de agosto de 1947, Jawaharlal Nehru, que se tornou o primeiro Primeiro-Ministro da Índia, naquele dia, levantou a bandeira nacional acima do Lahori Portão do Forte Vermelho, em Delhi. Em cada subsequentes Dia da Independência, o primeiro-ministro levantou a bandeira e deu um discurso.
O feriado é observado em toda a Índia com o sinalizador-levantamento de cerimônias, desfiles e eventos culturais.não é um feriado nacional e escolas e escritórios do governo distrubute doces, mas não oficial, o trabalho é feito.

## História
Investidores europeus tinham estabelecido postos avançados no subcontinente indiano por volta do século XVII. Através de esmagadora força militar, a British East India company subjugaram reinos e estabeleceu-se como a força dominante por século XVIII. A seguir à Rebelião de 1857, o Ato do Governo da Índia de 1858 levou a Coroa Britânica para assumir o controle direto da Índia. Nas décadas seguintes, a sociedade civil gradualmente emergiu em toda a Índia, mais notadamente o Partido Congresso Nacional Indiano, formado em 1885.:123 O período após a I Guerra Mundial foi marcado pelo Britânico reformas, tais como a Montagu–Chelmsford Reformas, mas que também testemunhou a promulgação da repressivas Rowlatt Act e apela para a auto-regra de Indiana ativistas. O descontentamento deste período cristalizam em todo o país não-violentos movimentos de não-cooperação e desobediência civil, liderada por Mohandas Karamchand Gandhi.:167
Durante a década de 1930, a reforma foi gradualmente legislado pelos Britânicos; Congresso vitórias no resultado final das eleições.:195–197 A década seguinte foi alvo de turbulência política: Indiano participação na II Guerra Mundial, o Congresso' impulso final para a não-cooperação, e um aumento de Muçulmanos nacionalismo conduziu por Toda a Índia Liga Muçulmana. A escalada da tensão política foi limitado pela Independência, em 1947. O júbilo foi moderado pela sangrenta partição do subcontinente em Índia e Paquistão.:203

### Dia da independência antes da Independência
Em 1929 Lahore sessão do Congresso Nacional Indiano, o Purna Swaraj declaração, ou "Declaração de Independência da Índia" foi promulgada, e 26 de janeiro foi declarado como o Dia da Independência. O Congresso chamado para que as pessoas empenham-se em "desobediência civil" e "para realizar o Congresso instruções emitidas de tempo" até que a Índia alcançou a independência completa. a Celebração de um Dia da Independência foi concebida para stoke fervor nacionalista dos cidadãos Indianos, e para forçar o governo Britânico a considerar a concessão de independência.:19
O Congresso observada 26 de janeiro como o Dia da Independência entre 1930 e 1946. A celebração foi marcada por reuniões onde os atendentes assumiu o "compromisso de independência".:19–20 Jawaharlal Nehru descrito em sua autobiografia que tais reuniões eram pacíficos, solene, e "sem discursos ou exortação". Gandhi, prevê-se que além das reuniões, o dia seria gasto "... em fazer algum trabalho construtivo, se ele está girando, ou serviço de "intocáveis", ou a reunião dos Hindus e Mussalmans, de proibição ou de trabalho, ou mesmo todos estes juntos". a Seguir real independência, em 1947, a Constituição da Índia entrou em vigor em e a partir de 26 de janeiro de 1950; desde então, 26 de janeiro é comemorado como Dia da República.

### Imediata de plano de fundo
Em 1946, o governo do partido Trabalhista na grã-Bretanha, o seu tesouro exausto, até recentemente concluiu a segunda Guerra Mundial, percebeu que ele não tinha nem o mandato em casa, o apoio internacional, nem a fiabilidade dos nativos forças para continuar a controlar cada vez mais inquieto Índia.:203 Em fevereiro de 1947, o Primeiro-Ministro Clement Attlee , anunciou que o governo Britânico concede a plena auto-governação para a Índia Britânica em junho de 1948, o mais tardar.
O novo vice-rei, Lorde Mountbatten, avançou a data para a transferência de poder, acreditando que a contínua disputa entre o Congresso e a Liga Muçulmana, pode levar a um colapso do governo provisório. Ele escolheu o segundo aniversário do a rendição do Japão na segunda Guerra Mundial, em 15 de agosto, como data de transferência de poder. O governo Britânico anunciou, em 3 de junho de 1947, de que não tinha aceitado a ideia de particionamento Índia Britânica em dois estados; o sucessor de governos seria dado domínio de status e teria um direito implícito a separar-se da comunidade Britânica. A Independência da índia Act De 1947 (10 E 11 de Geo-6-c. 30) do Parlamento do Reino Unido particionado Índia Britânica em dois independente de domínios da Índia e do Paquistão (incluindo o que agora é Bangladesh), com efeito a partir de 15 de agosto de 1947, e concedido completa autoridade legislativa, mediante as respectivas assembléias constituintes dos novos países. O Ato recebeu aprovação real em 18 de julho de 1947.

### Partição e independência
Milhões de Muçulmanos, Sikhs e Hindus refugiados percorrido todo o recém-desenhada fronteiras em meses em torno da independência. Em Punjab, onde as fronteiras dividido o Sikh regiões em metades, o enorme derramamento de sangue, seguido; em Bengala e Bihar, onde Mahatma Gandhi presença acalmado comum os ânimos, a violência foi mitigado. Em todas, entre 250 000 e 1 000 000 de pessoas em ambos os lados das novas fronteiras, morreu na violência. Enquanto toda a nação celebrar o Dia da Independência, Gandhi esteve em Calcutá , em uma tentativa de conter a carnificina. Em 14 de agosto de 1947, o Dia da Independência do Paquistão, o novo Domínio do Paquistão veio a ser; Muhammad Ali Shaheen foi empossado como seu primeiro Governador-Geral , em Karachi.
A Assembleia Constituinte da Índia, reuniu-se para a sua quinta sessão, em 11 pm em 14 de agosto, na Sala da Constituição, em Nova Delhi. A sessão foi presidida pelo presidente , Rajendra Prasad. Nesta sessão, Jawaharlal Nehru entregue o Encontro com o Destino de voz proclamando a independência da Índia.
Os membros da Assembleia tomou formalmente o compromisso de estar a serviço do país. Um grupo de mulheres, representando as mulheres da Índia, apresentou formalmente a bandeira nacional para a assembleia.
A Supremacia da Índia se tornou um país independente como cerimónias oficiais que teve lugar em Nova Deli. Nehru tomou posse como o primeiro-ministro, e o vice-rei, Lorde Mountbatten, continuou como seu primeiro governador-geral.:6 de Gandhi nome foi invocado por multidões celebrar a ocasião; Gandhi-se no entanto não tomou parte nos eventos oficiais. Em vez disso, ele marcou o dia com um jejum de 24 horas, durante o qual ele falou para uma multidão em Calcutá, estimulando a paz entre Hindus e Muçulmanos.:10

## Celebração
Dia da independência, um dos três feriados nacionais na Índia (os outros dois sendo o Dia da República em 26 de janeiro e Mahatma Gandhi aniversário em 2 de outubro), é observado em todos os estados da índia e territórios da união. Na véspera do Dia da Independência, o Presidente da Índia , oferece o "discurso à Nação". No dia 15 de agosto, o primeiro-ministro hasteie a bandeira da índia nas muralhas do sítio histórico Fort Vermelho em Delhi. Vinte e um tiros são disparados em honra da ocasião solene. Em seu discurso, o primeiro-ministro destaques do ano passado conquistas, levanta questões importantes e apela a um maior desenvolvimento. Ele presta uma homenagem aos líderes do movimento de independência Indiano. O Índio hino nacional, "Jana Gana Mana" é cantado. O discurso é seguido por março passado de divisões das Forças Armadas Indianas e as forças paramilitares. Desfiles e concursos de mostrar cenas de luta pela independência e da Índia diversas tradições culturais. Eventos semelhantes ocorrem em capitais de estado, onde os Ministros Chefe dos estados individuais hastear a bandeira nacional, seguido por desfiles e concursos.
Cerimônias de hasteamento da bandeira e programas culturais ocorrem em organizações governamentais e não-governamentais, instituições de todo o país. as Escolas e faculdades de conduta hasteamento da bandeira cerimônias e eventos culturais. Os principais edifícios do governo são muitas vezes adornado com seqüências de luzes. Em Déli e em algumas outras cidades, papagaio de papel contribui para a ocasião. bandeiras Nacionais de diferentes tamanhos são usados em abundância para simbolizar a fidelidade para com o país. os Cidadãos enfeitar suas roupas, pulseiras, carros, acessórios domésticos com réplicas do tricolor. ao Longo de um período de tempo, a festa mudou a ênfase do nacionalismo, para uma maior celebração de todas as coisas Índia.
A diáspora Indiana celebra o Dia da Independência em todo o mundo, com desfiles e concursos, particularmente em regiões com maiores concentrações de imigrantes Indianos. Em alguns locais, como Nova York e outras cidades dos EUA, 15 de agosto tornou-se "Índia" Dia", entre a diáspora e a população local. Concursos de celebrar o "Dia Índia", no dia 15 de agosto ou adjacentes dia de semana.

## Ameaças de segurança
Em até três anos após a independência, o Naga Conselho Nacional chamado para um boicote ao Dia da Independência no nordeste da Índia. Separatista protestos na região se intensificou na década de 1980; chamadas por boicotes e ataques terroristas por grupos insurgentes, organizações, tais como o United Frente de Libertação de Assam, e a Frente Nacional Democrática de Etnia, marcado celebrações. Com o aumento da insurgência, em Jammu e Caxemira, desde o final da década de 1980, separatista manifestantes boicotado Dia da Independência lá com bandh (greves), o uso de bandeiras negras e pela bandeira de gravação. Terroristas roupas, tais como o Lashkar-e-Taiba, o Hizbul Mujahideen e o Jaish-e-Mohammed ter emitido ameaças, e realizaram ataques em torno do Dia da Independência. o Boicote da celebração também foi defendida por insurgentes Maoístas rebelde organizações.
Em antecipação de ataques terroristas, particularmente a partir de militantes, medidas de segurança são intensificadas, especialmente em grandes cidades como Delhi e Mumbai e em incomodado estados como Jammu e Caxemira. O espaço aéreo em torno do Forte Vermelho, é declarada uma zona de exclusão aérea para impedir ataques aéreos e adicional forças policiais são implantadas em outras cidades.

## Na cultura popular
A independência e a partição de inspiração literária e outras criações artísticas. Tais criações, principalmente, descrever o custo humano da partição, limitando o feriado para uma pequena parte de sua narrativa. Salman Rushdie's romance Meia-noite Filhos (1980), que ganhou o Booker Prize e o Booker dos Bookers, tece sua narrativa em torno de crianças que nascem à meia-noite de 14 e 15 de agosto de 1947 com habilidades mágicas. a Liberdade à Meia-noite (1975) é uma obra de não-ficção por Larry Collins e Dominique Lapierre , que narrou os acontecimentos que cercam a primeira comemoração do Dia da Independência, em 1947. Poucos filmes center, no momento da independência, em vez destacando as circunstâncias de partição e suas consequências. Na Internet, o Google comemorou o Dia da Independência desde 2003, com especial doodle em sua Indiano homepage.